# BNA: Brand New Animal
BNA: Brand New Animal (BNA ビー・エヌ・エー?, Bī Enu Ē), chiamata semplicemente BNA su Netflix a livello internazionale, è una serie anime prodotta da Trigger e diretta da Yō Yoshinari. Composta da dodici episodi, i primi sei sono stati distribuiti da Netflix in Giappone il 12 marzo 2020, seguiti dai rimanenti sei il 6 maggio, con una distribuzione globale che è seguita il 30 giugno. La serie è andata in onda anche in televisione sul blocco di programmazione anime +Ultra di Fuji TV dall'8 aprile al 24 giugno 2020.

## Trama
In un mondo in cui esistono animali umanoidi noti come "zoomorfi" ("uomini-bestia" nella versione italiana), una normale ragazza di nome Michiru Kagemori si trasforma improvvisamente in un tanuki. Perseguitata dagli esseri umani che discriminano gli zoomorfi, scappa per cercare rifugio nella città di Anima City, un luogo creato apposta per gli zoomorfi per poter vivere in pace tra di loro. Lì incontra uno zoomorfo lupo di nome Shirou Ogami, con cui inizia ad indagare sul perché sia diventata una zoomorfa, confondendosi in eventi ancora più strani durante la ricerca.

## Personaggi
Michiru Kagemori (影森 みちる?, Kagemori Michiru)
Voce di: Sumire Morohoshi (giapponese) e Laura Cherubelli (italiano)
La protagonista, una ragazza liceale umana che un giorno si è trasformata in una zoomorfa tanuki e ha deciso quindi di scappare ad Anima City per trovare un modo per "tornare indietro". Presto sviluppa la capacità di trasformare parti del suo corpo in quelle di altri animali e allungare le braccia di una lunghezza enorme, allargare la coda, allargare e rafforzare le braccia e allungare le orecchie per rafforzare l'udito. Verrà dimostrato come Michiru abbia acquisito le sue capacità di zoomorfa a causa di un errore di trasfusione di sangue accidentale: le è stato somministrato sangue di zoomorfo anziché sangue umano, dopo che lei e Nazuna sono state ricoverate in ospedale a causa dell'incidente con un camion tempo prima.
Shirou Ogami (大神 士郎?, Ōgami Shirō)
Voce di: Yoshimasa Hosoya (giapponese) e Mattia Bressan (italiano)
Uno zoomorfo lupo con un acuto senso dell'olfatto. Ha anche una forza immensa da superare un leone e un rinoceronte e possiede un corpo immortale con capacità di auto-rigenerazione. È stato rivelato che ha vissuto per quasi mille anni, vivendo per la prima volta come un normale zoomorfo prima di essere ucciso da Raymond Sylvasta insieme al resto di Nirvasyl. Successivamente è stato resuscitato come Ginrou, possedendo un immenso potere che normalmente viene tenuto sigillato dopo che il suo corpo ha assorbito il sangue dei 2.000 corpi degli zoomorfi di Nirvasyl.
Nazuna Hiwatashi (日渡 なずな?, Hiwatashi Nazuna)
Voce di: Maria Naganawa (giapponese), Patrizia Mottola (italiano)
La migliore amica di Michiru che, come lei, un giorno si è trasformata in una zoomorfa kitsune. Fu presa da agenti del governo e mandata in una struttura di ricerca per studio, ma fu salvata da Cliff e si unì al culto del Lupo d'Argento. Vedendo il potenziale nelle sue capacità, Cliff l'ha addestrata, l'ha aiutata a perfezionare le sue abilità e le ha insegnato tutto ciò che sapeva, rendendola ciò che è oggi. Divenne il guru del culto sotto il nome di Déesse Louve, trasformando il suo aspetto per assomigliare al Lupo d'Argento della leggenda, Ginrou. Come Michiru, ha acquisito le sue capacità di zoomorfa a causa di una trasfusione di sangue di zoomorfo accidentale.
Alan Sylvasta (アラン・シルヴァスタ?, Aran Shiruvuasuta)
Voce di: Kaito Ishikawa (giapponese) e Andrea Oldani (italiano)
Un imprenditore ricco ed enigmatico e presidente di Sylvasta Pharmaceutics. Si è interessato a Michiru e Shirou per le loro capacità fisiche uniche al di là di qualsiasi zoomorfo che abbia mai visto e ha grandi progetti per loro. Il suo antenato, Raymond Sylvasta, era il generale umano responsabile della distruzione del villaggio di Nirvasyl, la casa originale di Shirou dopo che gli zoomorfi iniziarono a impazzire a causa dell'aggressione territoriale e iniziarono a massacrare gli umani e loro stessi indiscriminatamente. Sa anche che Shirou è l'unico sopravvissuto di Nirvasyl ed è il leggendario Lupo d'Argento, Ginrou.
Barbaray Rose (バルバレイ・ロゼ?, Barubarei Roze)
Voce di: Gara Takashima (giapponese) e Beatrice Caggiula (italiano)
Il sindaco di Anima City, una zoomorfa talpa senza pelo. È a conoscenza che Michiru e Nazuna sono originariamente ragazze umane trasformate in zoomorfe da una presunta malattia, chiamata "zoomorfismo" da Michiru. Lei, insieme a Shirou, ha insistito sul fatto che le origini e i poteri di trasformazione di Michiru debbano rimanere segreti o altrimenti si rischierebbe il panico di massa, se il pubblico scoprisse che gli umani possono essere trasformati in zoomorfi in qualsiasi momento. Attualmente sta ricercando una cura per lo zoomorfismo di Michiru. È una delle poche persone che sa che Shirou è in realtà Ginrou.
Marie Itami (マリー伊丹?, Marī Itami)
Voce di: Michiyo Murase (giapponese) e Debora Magnaghi (italiano)
Una zoomorfa visone che è coinvolta in tutti i loschi traffici possibili. Di tanto in tanto aiuta Michiru, sempre chiedendo in cambio un pagamento in denaro.
Kōichi Ishizaki (石崎 浩一?, Ishizaki Kōichi)
Voce di: Kenji Nomura (giapponese) e Pino Pirovano (italiano)
Yūji Tachiki (立木 勇次?, Tachiki Yūji)
Voiced by: Hiroshi Naka (giapponese) e Pietro Ubaldi (italiano)
Uno zoomorfo alano, è un ispettore di polizia e, talvolta, si fida di Ogami per chiedere aiuto.
Gem Horner (ジェム・ホーナー?, Jemu Hōnā)
Voice di: Hiroshi Yanaka (giapponese) e Claudio Ridolfo (italiano)
Uno zoomorfo gallo e il marito di Melissa, i quali forniscono a Michiru un posto dove stare. Lui e sua moglie sono devoti credenti e adoratori di Ginrou il Lupo d'Argento.

## Media

### Anime

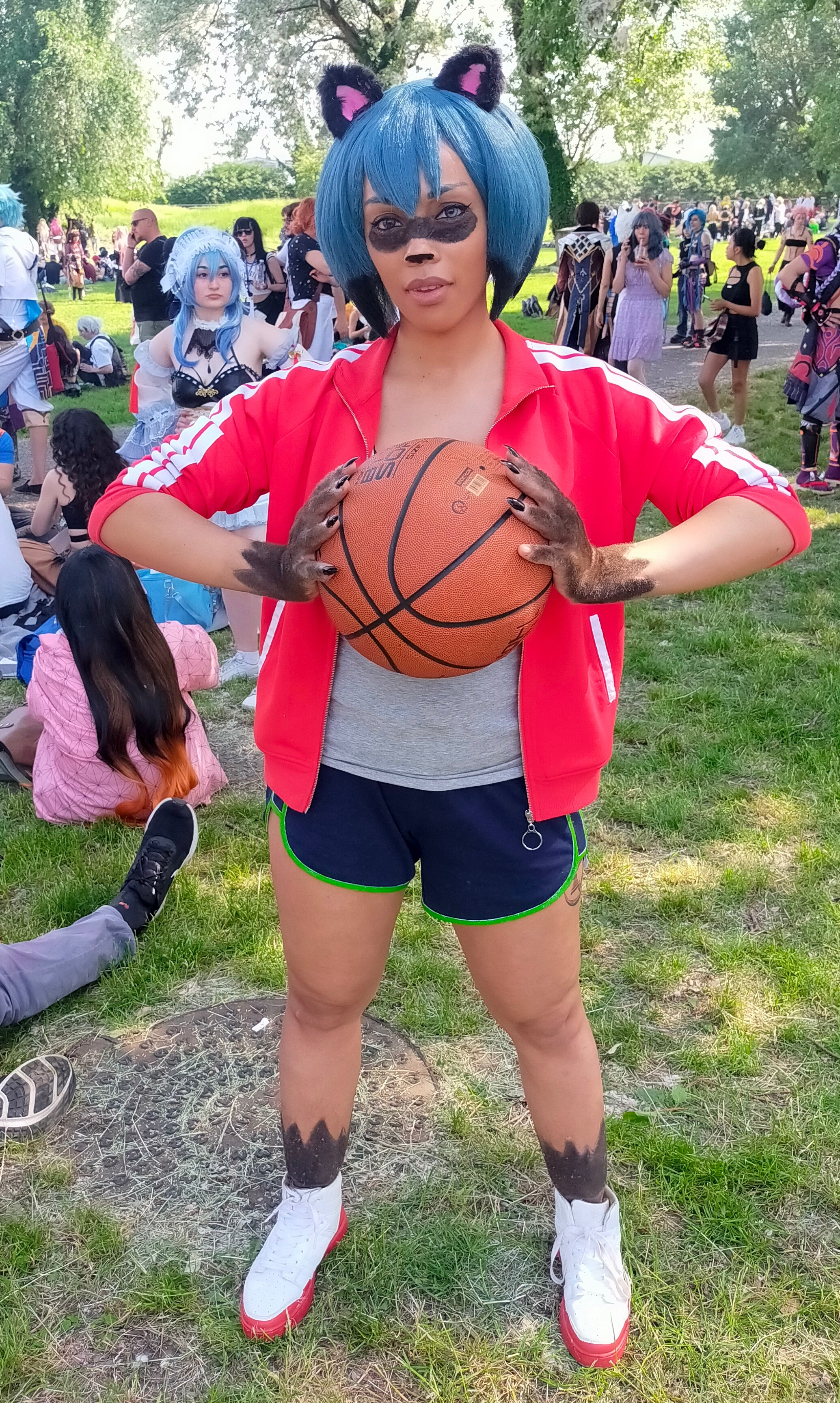
Un cosplay di Michiru

Durante l'Anime Expo 2019, lo studio di animazione giapponese Trigger ha annunciato che era in produzione una nuova serie televisiva anime diretta da Yō Yoshinari e scritta da Kazuki Nakashima. Yusuke Yoshigaki si è occupato del character design e Mabanua di comporre la musica della serie. Il tema musicale, Ready To, è interpretato da Sumire Morohoshi nel ruolo di Michiru Kagemori, mentre il musicista elettronico Aaamyyy esegue la sigla finale, Night Running. Toshio Ishizaki ha completato il lavoro di direzione dell'animazione nel febbraio 2020.
La serie è stata resa disponibile allo streaming su Netflix in Giappone dal 12 marzo 2020 (prima metà) e dal 6 maggio 2020 (seconda metà) con una versione mondiale uscita il 30 giugno 2020. L'anime è stato trasmesso anche in televisione, nel blocco di programmazione +Ultra di Fuji TV, BS Fuji, e altri canali dall'8 aprile al 24 giugno 2020.
| Nº | Titolo italiano Giapponese 「Kanji」 - Rōmaji       | In onda       | In onda        |
| Nº | Titolo italiano Giapponese 「Kanji」 - Rōmaji       | Giapponese    | Italiano       |
| 1  | Procione in fuga 「Runaway Raccoon」                | 21 marzo 2020 | 30 giugno 2020 |
| 2  | Rabbit Town 「Rabbit Town」                         | 21 marzo 2020 | 30 giugno 2020 |
| 3  | La malinconia del rinoceronte 「Rhino Melancholy」  | 21 marzo 2020 | 30 giugno 2020 |
| 4  | Il sogno del delfino 「Dolphin Daydream」           | 21 marzo 2020 | 30 giugno 2020 |
| 5  | Gli avidi Bears 「Greedy Bears」                    | 21 marzo 2020 | 30 giugno 2020 |
| 6  | Il valzer della volpe 「Fox Waltz」                 | 21 marzo 2020 | 30 giugno 2020 |
| 7  | L'albatross tranquillo 「Easy Albatross」           | 6 maggio 2020 | 30 giugno 2020 |
| 8  | Il discorso del ratto talpa 「The Mole Rat Speaks」 | 6 maggio 2020 | 30 giugno 2020 |
| 9  | Capro espiatorio umano 「Human Scapegoat」          | 6 maggio 2020 | 30 giugno 2020 |
| 10 | Lupo rabbioso 「Rabid Wolf」                        | 6 maggio 2020 | 30 giugno 2020 |
| 11 | Una festa mostruosa 「A Beastly Feast」             | 6 maggio 2020 | 30 giugno 2020 |
| 12 | Anima City 「Anima-City」                           | 6 maggio 2020 | 30 giugno 2020 |

### Romanzo
Un romanzo prequel BNA Zero: Massara ni narenai kemono-tachi (lett. "Gli animali che non possono essere nuovi di zecca"), scritto da Nekise Ise, è stato pubblicato il 23 aprile 2020.